# Karaby backar
Karaby backar este o arie protejată (arie specială de conservare — SAC, sit de importanță comunitară — SCI) din Suedia întinsă pe o suprafață de 6,4 ha, integral pe uscat.

## Localizare
Centrul sitului Karaby backar este situat la coordonatele 55°48′41″N 13°02′24″E / 55.8115°N 13.0399°E.

## Înființare
Situl Karaby backar a fost declarat sit de importanță comunitară în noiembrie 2003 pentru a proteja 1 specie de plante. Situl a fost protejat și ca arie specială de conservare în martie 2011.

## Biodiversitate
Situată în ecoregiunea continentală, aria protejată conține 2 habitate naturale: Pajiști fino-scandinave uscate până la mezice, bogate în specii de altitudine mică, Pajiști uscate europene.
La baza desemnării sitului se află o specie protejată de  plante: Dianthus arenarius subsp. arenarius.